# Emil Skogh
Emil Skogh, född 1993 i Skebobruk, är en svensk fotbollsspelare som spelar för Syrianska Eskilstuna IF.

## Karriär
I december 2016 värvades Skogh av Örgryte IS, där han skrev på ett tvåårskontrakt. I juli 2018 lånades Skogh ut till Oskarshamns AIK på ett låneavtal över resten av säsongen 2018. I december 2018 värvades han av Västerås SK.
Den 11 augusti 2022 värvades Skogh av Sandvikens IF. Inför säsongen 2023 gick han till division 3-klubben Syrianska Eskilstuna IF.